# Galga
Galga je malá řeka v Maďarsku. Je dlouhá 58 km. Pramení v blízkosti vesnice Becske v župě Nógrád, prochází župou Pest a asi 5 km pokračuje ještě v župě Jász-Nagykun-Szolnok, kde se u města Jászfényszaru vlévá do řeky Zagyvy.

## Sídla ležící u břehu řeky
Galga prochází následujícími sídly:
- Becske
- Nógrádkövesd
- Bercel
- Galgaguta
- Acsa
- Püspökhatvan
- Galgagyörk
- Galgamácsa
- Iklad
- Domony
- Aszód
- Bag
- Hévízgyörk
- Galgahévíz
- Tura
- Jászfényszaru

## Přítoky
Do řeky Galgy se vlévají potoky:
- Gólya-patak
- Sápi-patak
- Ligetmajori-ág
- Egres-patak
- Emse-patak